# Smiley Smile
Smiley Smile ist ein Musikalbum der US-amerikanischen Gruppe The Beach Boys. Es wurde am 11. September 1967 veröffentlicht. Produziert wurde das Album von den Beach Boys.

## Entstehungsgeschichte
Nach dem hochgelobten Pet Sounds-Album stürzte sich Brian Wilson auf die Arbeit am geplanten Nachfolger Smile. Der erste Song für das Album, den er mit Mike Love schrieb, war Good Vibrations. Um diesen Song, der eigentlich für Pet Sounds gedacht gewesen war, aufzunehmen, benötigten die Beach Boys sechs Monate. Sie arbeiteten in vier verschiedenen Studios, da Brian Wilson der Meinung war, dass jedes Studio einen eigenen Klang habe. Als Good Vibrations gegen Jahresende 1966 als Single veröffentlicht wurde, war es in mehreren Ländern der Welt auf Platz 1.
Das Smile-Projekt sollte als Konzeptalbum veröffentlicht werden und alles bisher Dagewesene übertreffen. Brian Wilson arbeitete dazu eng mit Van Dyke Parks zusammen, den er als Texter für dieses Album verpflichtet hatte. Parks brachte Wilson weg von Themen wie Liebe und Romantik, hin zu freien Wortassoziationen. Wilson und Parks schrieben für das Smile-Album zahlreiche Songs. Das Album war für den Dezember 1966 angekündigt worden. Doch Wilson, bereits vorher als Perfektionist bekannt, arbeitete immer wieder an Teilen des Albums, und fand partout keinen roten Faden. Schließlich wurde die Arbeit abgebrochen. Das Album wurde nicht fertiggestellt und galt lange Zeit als „größtes verlorenes Album der Rockgeschichte“. Unter dem Titel Brian Wilson presents Smile veröffentlichte Wilson erst 2004 eine Skizze des ursprünglich geplanten Albums.
Wilson verlor nach den geplatzten Aufnahmen sein Selbstbewusstsein und entwickelte eine Schreibblockade. Hinzu traten weitere psychische Probleme, die auch die Beziehungen zu den restlichen Beach Boys beeinträchtigten, sowie ein eskalierender Drogenkonsum. Probleme von außerhalb verstärkten Wilsons Zustand: Die Plattenfirma Capitol Records lag im Streit mit den Beach Boys. Capitol wollte den auslaufenden Vertrag mit den Beach Boys unbedingt verlängern, die Beach Boys forderten zuvor die Bezahlung von ausstehenden Tantiemen ein. Während der Auseinandersetzungen waren keine Studioaufnahmen möglich. Als der Streit im Sommer 1967 endlich beigelegt wurde, war Brian Wilsons Wille, das Smile-Projekt wieder aufzunehmen und zu Ende zu bringen, erloschen. Denn zur gleichen Zeit erschien das Beatles-Album Sgt. Pepper’s Lonely Hearts Club Band. Brian Wilson hatte Smile unbedingt vor dem Revolver-Nachfolger veröffentlichen wollen. Nicht nur misslang dies, sondern Wilson war von dem Beatles-Werk überwältigt. Die Veröffentlichung des von vielen als bestes Pop-Album aller Zeiten angesehenen Albums gab Brian Wilsons Ambitionen den Rest: Er glaubte nicht, Sgt. Pepper erreichen oder gar übertrumpfen zu können. 
Erst 2011 erschien ein Überblick über die noch vorhandenen Aufnahmen für Smile als Boxset unter dem Titel The Smile Sessions. Aus den Trümmern des gescheiterten Projektes entstand stattdessen ein weitaus weniger ehrgeiziges Album: Für Smiley Smile wurden mehrere für Smile vorgesehene Stücke in veränderter Fassung neu aufgenommen, dazu kamen noch einige neu geschriebene und im Heim-Studio improvisierte Titel. Smiley Smile war das erste Album, das zumindest offiziell nicht von Brian Wilson produziert wurde, sondern von der gesamten Gruppe als Einheit, denn Brian Wilson wollte nicht mehr die Verantwortung für den Aufnahmeprozess übernehmen. Die Arrangements sind jedoch nach wie vor vor allem Brian Wilsons Werk.
Das Album erreichte in den US-Billboard-Charts Platz 40 und war damit das am schlechtesten platzierte Beach-Boys-Album zu diesem Zeitpunkt. In England erreichte es immerhin Platz 9.

## Titelliste
1. Heroes and Villains (Brian Wilson/Van Dyke Parks) – 3:37
2. Vegetables (Brian Wilson/Van Dyke Parks) – 2:07
3. Fall Breaks and Back to Winter (Woody Woodpecker Symphony) (Brian Wilson) – 2:15
4. She’s Goin’ Bald  (Brian Wilson/Mike Love/Van Dyke Parks) – 2:13
5. Little Pad (Brian Wilson) – 2:30
6. Good Vibrations (Brian Wilson/Mike Love) – 3:36
7. With Me Tonight (Brian Wilson) – 2:17
8. Wind Chimes (Brian Wilson) – 2:36
9. Gettin’ Hungry (Brian Wilson/Mike Love) – 2:27
10. Wonderful (Brian Wilson/Van Dyke Parks) – 2:21
11. Whistle In (Brian Wilson) – 1:04

## Songinfos
Heroes and Villains, Vegetables, Good Vibrations, Wind Chimes und Wonderful waren für das Smile-Album geplant. She’s Going Bald und With Me Tonight beruhen auf Fragmenten aus der Zeit der Smile-Aufnahmen.
Heroes and Villains sollte das Herzstück des Smile-Albums werden. Für Smiley Smile wurde eine neue Aufnahme gefertigt, die im Haus von Brian Wilson aufgenommen wurde. Das Lied wurde auch als Single ausgekoppelt und erreichte in Großbritannien Platz #8 der Single-Charts, in den USA erreichte es Platz #12.
Vegetables enthält als besonderen Gag Perkussionselemente, die durch das Beißen in rohes Gemüse erzeugt wurden. Paul McCartney war bei einigen Aufnahmen dabei und knabberte an Möhren. Dieser Beitrag wurde allerdings nicht für die veröffentlichte Version verwendet. 
She’s Going Bald enthält Gesang von den Beach Boys, der sich anhört, als hätten sie Helium inhaliert. Der Effekt wurde durch schnelleres Abspielen des Aufnahmebandes erzeugt.